# Dysdera richteri
Dysdera richteri este o specie de păianjeni din genul Dysdera, familia Dysderidae, descrisă de Charitonov, 1956. Conform Catalogue of Life specia Dysdera richteri nu are subspecii cunoscute.